# HOURGLASS
『HOURGLASS』（アワーグラス）は、2004年10月27日にリリースされたFayrayの5thアルバム。発売元はR and C。

## 収録曲・収録内容
- 作詞・作曲：Fayray（特記以外）
- 作曲：Jean Sibelius（#5）
- 編曲
  - 林正樹（#1、#9）
  - 小林哲（#2、#6、#10）
  - 小澤正澄（#3）
  - 高橋圭一（#4）
  - 寺地秀行、窪田博之（#7）
  - 徳永暁人（#8）
  - 葉山たけし（#11）

1. first time（4:05）
2. 願い（4:44）
3. 最初で最後の恋（4:27）
4. feel （5:21）
5. 樅の木-樹の組曲-（2:34）
6. 白い二月（5:04）
7. 道（3:33）
8. look into my eyes（4:49）
9. living without you（6:22）
10. 口づけ（3:54）
11. 愛しても愛し足りない（4:30）
12. 名前（4:31）

### DVD（初回盤）
1. 願い
2. look into my eyes
3. 愛しても愛し足りない

## 参加ミュージシャン
- 林正樹
  - Piano（#1、#9）
  - Electronic Piano（#10）
- Fayray：Piano（#2 - 3、#5 - #6、#8、#10 - #12）
- 大山泰輝：Piano（#7）
- 大賀好修：Guitar（#2）
- 増崎孝司：Guitar（#7）
- 堀川真理夫：Bass（#4）
- 大橋雅人：Bass（#7）
- 倉内充：Drums（#4）
- 亀井俊和：Drums（#7、#10）
- David.C.Brown：Drums（#11）
- 池田大介：Strings Arrangement（#2、#8）
- 大楠雄蔵：Organ（#3）
- 四家卯大：Cello（#4）
- 佐々木史郎：Trumpet（#11）
- 河合わかば：Trombone（#11）
- 勝田一樹：Saxophone（#11）
- 小林哲：Programing（#2、#7、#10）
- 小澤正澄：Guitar & Programing（#3）
- 高橋圭一 ：Guitar & Programing（#4）
- 寺地秀行、窪田博之：Synthesizer & Programing（#7）
- 徳永暁人
  - Bass（#8、#11）
  - Guitar（#8）
  - Programing（#8）
- 葉山たけし：Guitar & Programing（#11）

## タイアップ
| 楽曲                 | タイアップ                                                                                              |
| -------------------- | --- |
| 願い                 | 読売テレビ・日本テレビ系ドラマ『乱歩R』主題歌                                                           |
| 願い                 | ヨシモトファンダンゴTV「ヨシモト∞」土曜2部コーナー「ADORIBU武道会」感動キーワードBGM（2006年 - 2007年） |
| look into my eyes    | 読売テレビ・日本テレビ系ドラマ『乱歩R』オープニングテーマ                                               |
| 愛しても愛し足りない | 関西テレビ・フジテレビ系ドラマ『アットホーム・ダッド』挿入歌                                            |
| 口づけ               | 東海テレビ・フジテレビ系ドラマ『愛のソレア』主題歌                                                      |
| 最初で最後の恋       | アスミック・エース配給映画『マインド・ゲーム』イメージソング                                            |
| feel                 | 関西テレビ・フジテレビ系ドラマ『アットホーム・ダッド スペシャル』挿入歌                                 |
| feel                 | 読売テレビ・日本テレビ系「アフリカのツメ」エンディングテーマ                                            |